# Główne Archiwum Indii
Główne Archiwum Indii – budynek w Sewilli w Hiszpanii. Utworzono w 1785 z woli króla Hiszpanii Karola III, w celu zgromadzenia w jednym miejscu dokumentów dotyczących hiszpańskich kolonii, do tej pory rozproszonych w trzech miastach: Simancas, Kadyksie i Sewilli. Za realizację projektu odpowiedzialny był ówczesny minister ds. kolonii José de Gálvez y Gallardo, który na głównego wykonawcę wyznaczył historyka Juana Bautistę Muñoza.
Na siedzibę archiwum wybrano Giełdę Handlową w Sewilli, zbudowaną w latach 1584–1598, za panowania Filipa II przez Juana de Mijares, według planów Juana de Herrera. Archiwum mieści się tam do dziś.
Za utworzeniem nowego archiwum przemawiały dwa argumenty. Po pierwsze, przepełnienie Głównego Archiwum w Simancas, centralnego archiwum Korony. Z drugiej strony, zgodna z duchem Oświecenia potrzeba opisania historii konkwisty i kolonizacji hiszpańskiej, która byłaby odpowiedzią na niehiszpańskie próby podjęcia tego tematu.
W październiku 1785 do Archiwum zaczęły napływać pierwsze dokumenty. Od tej chwili w różnych transzach do Sewilli docierały źródła z najważniejszych instytucji związanych z koloniami, a już wkrótce archiwum stało się najważniejszym zbiorem dokumentów dotyczących administracji hiszpańskiej w Nowym Świecie i na Filipinach. Rok 1760 przyjęto jako cezurę podziału dokumentacji na część administracyjną i historyczną – wszelkie akta sprzed tej daty musiały być wysłane do Sewilli, pozostałe zaś dokumenty instytucje mogły zachować dla celów bieżącego zarządzania.
Dziś archiwum przechowuje ponad 9 km bieżących dokumentacji. To ponad 43 tys. jednostek archiwalnych liczących ok. 80 milionów stron. Wszystkie dokumenty pochodzą z najważniejszych instytucji związanych z hiszpańskimi koloniami:
- Rady Indii (Consejo de Indias) (XVI-XIX wiek)
- Domu Handlowego Indii (Casa de Contratación de Indias) (XVI-XVIII wiek)
- Konsulatów w Sewilli i Kadyksie (XVI-XIX w.)
- sekretariatów Kancelarii Powszechnej Indii (Despacho Universal de Indias) (XVIII–XIX w.)
- sekretariatu Trybunału Portowego w Kadyksie (Juzgado de Arribadas de Cádiz) (XVIII–XIX w.)
- Wydziału Zamorskiego Trybunału Obrachunkowego (Sala de Ultramar del Tribunal de Cuentas) (XIX w.)
- Królewskiej Kompanii w Hawanie (XVIII–XIX w.)

Tylko niektóre spośród dokumentów pochodzą bezpośrednio z instytucji kolonialnych (Generalna Kapitania Kuby, z XVIII–XIX w., przeniesionych do Hiszpanii po klęsce w wojnie amerykańsko-hiszpańskiej) albo od osób fizycznych związanych z kolonizacją (np. dokumentów z XV-XVIII w. otrzymanych w 1930 r. od 15. diuka de Veragua, bezpośredniego potomka Krzysztofa Kolumba, a także od jednego z ostatnich zarządców Filipin, generała Polavieja czy wicekróla Peru José Abascala).
Archiwum w Sewilli wciąż jest największym zbiorem dokumentów o hiszpańskiej aktywności w Ameryce i na Filipinach. Akta są wyjątkowym źródłem informacji o historii politycznej, społecznej i ekonomicznej, dziejach Kościoła i historii sztuki, a także geografii tych terytoriów. Wiele spośród dokumentów ma bezcenną wartość historyczną: w zbiorach znajdują się m.in. rękopisy Kolumba, Ferdynanda Magellana, Vasco Núñeza de Balboa, Ferdynanda Cortesa, Francisco Pizarro. Co roku tysiące badaczy korzystają ze zgromadzonej tu dokumentacji.
W 1987 Archiwum (wraz z katedrą, alkazarem i wieżą Giralda w Sewilli) zostało wpisane na listę światowego dziedzictwa UNESCO.